# Estación Terrena Benavídez
La Estación Terrena Benavidez es la tercera estación terrena de Argentina. Ubicada en Benavidez, partido de Tigre, provincia de Buenos Aires, tiene la infraestructura necesaria para funcionar como centro de operaciones para el envío y recepción de señales y el control de satélites. También posee antenas que permiten brindar servicios de televisión, acceso a Internet y servicios de datos y de telefonía IP a todo el sur de Sudamérica y Norteamérica. Inaugurada el 21 de junio de 1996 por Nahuelsat, la estación es propiedad de ARSAT (Empresa Argentina de Soluciones Satelitales Sociedad Anónima), que tiene los derechos exclusivos para operar y comercializar los satélites de comunicaciones geostacionario posición orbital a 72 y 81 grados Oeste.
Desde aquí se realiza el control y la recepción de datos del primer satélite geoestacionario construido en Argentina, ARSAT-1, como así también del ARSAT-2. Históricamente se realizó el control y recepción del satélite Nahuel 1A.